# レアンドロ・クフレ
レアンドロ・ダミアン・クフレ（Leandro Damián Cufré, 1978年5月9日 - ）は、アルゼンチン・ラ・プラタ出身の元同国代表サッカー選手、サッカー指導者。現役時代のポジションはディフェンダー。

## 経歴
1997 FIFAワールドユース選手権の優勝メンバーの一人。南米特有のダーティーな守備を基本としているが、他のクラブの選手からは「しつこい」と言われるほどの厄介な選手である。後方からドリブルで上がることはなく、パスを送るタイプだがこぼれ球などに反応した際に見せるミドルシュートは一級品である。クラブ・デ・ヒムナシア・イ・エスグリマ・ラ・プラタ時代はボランチとしてプレーしていた。
2002年に500万ユーロ（約6億7000万円）の移籍金でASローマに移籍し、2005年には年間最優秀ディフェンダーに選ばれた。2006年にASモナコに移籍し、リーグ・アンで60試合に出場した。2009年夏、NKディナモ・ザグレブに2年契約で移籍した。
2015年6月10日、現役引退を表明した。
2004年のカタルーニャ選抜との親善試合からA代表にも度々招集され、ドイツ・ワールドカップのメンバーにも選出。代表合宿中に父親が亡くなるという悲劇もあったが、家族やチームメートの支えで乗り越え、グループリーグの対オランダ戦にフル出場し、ワールドカップデビューを果たした。しかしPK戦までもつれ込んだ準々決勝の対ドイツ戦で敗れた直後、「PK戦の間中アルゼンチンを挑発した」と言う理由でドイツ代表・ペア・メルテザッカーの腹を蹴ってしまい(実際に「静かにしろ」と言う風に指を口に当てた挑発とも取れるポーズをしたのはティム・ボロウスキであり、それ以前にアルゼンチン側もフリオ・クルスが同様のポーズをドイツに対して行っていた)、クフレはこの試合で控えであるにも関わらずレッドカードを宣告されると言う後味の悪い結末を迎えた。しかしピッチ内ではダーティーとされるもののカードを貰う回数はそれほど多くない。労を惜しまないプレースタイルやサッカーそのものに対する真摯な姿勢も多分に評価されている選手であることは特筆すべきであろう。

## 代表歴

### 出場大会
- アルゼンチン代表
  - 2006 FIFAワールドカップ

### 試合数
- 国際Aマッチ 4試合 0得点（2000年-2006年）[3]

| アルゼンチン代表 | 国際Aマッチ | 国際Aマッチ |
| 年               | 出場        | 得点        |
| ---------------- | ----------- | ----------- |
| 2000             | 1           | 0           |
| 2001             | 0           | 0           |
| 2002             | 0           | 0           |
| 2003             | 0           | 0           |
| 2004             | 0           | 0           |
| 2005             | 1           | 0           |
| 2006             | 2           | 0           |
| 通算             | 4           | 0           |